# Risikoanalyse im Bevölkerungsschutz
Die Risikoanalyse im Bevölkerungsschutz ist ein politisches Entscheidungs- und Planungsinstrument des Bundes und der Länder, das eine risiko- und bedarfsorientierte Vorsorge- und Abwehrplanung im Zivil- und Katastrophenschutz ermöglicht.
Die Risikoanalyse ist zentraler Bestandteil des Risikomanagements im Bevölkerungsschutz der Bundesrepublik Deutschland. Die Bundesregierung hat 2009 die Risikoanalyse im Zivilschutz- und Katastrophenhilfegesetz, § 18 (ZSKG) gesetzlich verankert: Der Bund erstellt im Zusammenwirken mit den Ländern eine bundesweite Risikoanalyse für den Zivilschutz. Das Bundesministerium des Innern unterrichtet den Deutschen Bundestag über die Ergebnisse der Risikoanalyse nach Satz 1 ab 2010 jährlich.
Mit der vom Bundesamt für Bevölkerungsschutz und Katastrophenhilfe (BBK) erarbeiteten Methode der Risikoanalyse können im deutschen System des Bevölkerungsschutzes erstmals Risiken strukturiert erfasst und miteinander verglichen werden. Bislang fehlte bei der Bestimmung der Risiken die Ermittlung von Eintrittswahrscheinlichkeit und Schadensausmaß, welche erst belastbare Entscheidungsgrundlagen für Maßnahmen des Risiko- und Krisenmanagements schaffen.

## Grundlagen der Risikoanalyse
Die Methode für die Risikoanalyse im Bevölkerungsschutz ist kompatibel mit den von der Europäischen Kommission und Organisation für wirtschaftliche Zusammenarbeit und Entwicklung (OECD) erstellten Leitlinien und geht von vergleichbaren Risikobegriffen aus.
Von Europäische Kommission wurden im Zusammenwirken mit den Mitgliedstaaten Leitlinien zur Risikoanalyse und Risikokartierung für das Katastrophenmanagement erarbeitet.
Die OECD erarbeitete ein Rahmenkonzept zur katastrophenbezogenen Risikoabschätzung und Risikofinanzierung, die die Risikoanalyse als Grundlage eines umfassenden Risikomanagements enthält.

## Die Risikoanalyse als Teil des Risiko- und Krisenmanagement-Kreislaufes
Das Risiko- und Krisenmanagements ist ein kontinuierlicher Prozess, der sich aus den Schritten Identifizierung, Analyse, Bewertung und Behandlung von Risiken zusammensetzt. Die Risikoanalyse im Bevölkerungsschutz liefert die Grundlage für die Entscheidung über mögliche präventive Maßnahmen des Bevölkerungsschutzes und die Basis für ein Krisenmanagement im konkreten Ereignisfall.
Ziel der Risikoanalyse im Bevölkerungsschutz ist die Erstellung eines möglichst umfassenden, vergleichenden Überblicks über die unterschiedlichen Gefahren und Ereignisse in Bezug auf ihre Eintrittswahrscheinlichkeit und das damit verbundene, zu erwartende Schadensausmaß. Auf Grundlage eines solchen Risiko-Portfolios kann dann im Rahmen des Risikomanagements geprüft werden, ob die vorhandenen Fähigkeiten zum Schutz der Bevölkerung und ihrer Lebensgrundlagen angemessen sind, ob ggf. Handlungsbedarf für notwendig erkannte Maßnahmen besteht. Darüber hinaus sollen die Ergebnisse der Risikoanalysen für eine angemessene Risikokommunikation zwischen den Akteuren im Bevölkerungsschutz und mit der Bevölkerung verwendet werden. Der Deutsche Bundestag wird ab 2010 jährlich über die Ergebnisse der Risikoanalyse unterrichtet.
Für den Bevölkerungsschutz sind die Ergebnisse der Risikoanalyse in Beziehung zu den ebenfalls noch nicht abschließend definierten Schutzzielen (Angestrebter Zustand eines Schutzguts, der bei einem Ereignis erhalten bleiben soll) zu bringen, um feststellen, ob der Bevölkerungsschutz in Deutschland für alle zu erwartenden Schadenslagen hinreichend dimensioniert und vorbereitet ist oder ob für Bund, Länder und Kommunen Handlungsbedarf besteht.

## Durchgeführte Risikoanalysen
Seit dem Jahr 2012 wurden die folgende Risikoanalysen durchgeführt:
| Ereignis                                                | Szenario | Schadensausmaß | Eintrittswahrscheinlichkeit |
| ------------------------------------------------------- | --- | --- | --- |
| Extremes Schmelzhochwasser aus den Mittelgebirgen       | Langanhaltende, ungünstige Witterungsverhältnisse im Spätwinter und Frühjahr führen an Ems, Weser, Elbe, Rhein, Oder und Donau sowie an ihren Nebenflüssen zu zwei Wellen von Schneeschmelzhochwasser. Durch starkes Tauwetter in den Einzugsgebieten werden die baulichen Hochwasserschutzeinrichtungen überflutet oder sie halten den enormen Belastungen nicht stand. Es kommt zu massiven Überschwemmungen entlang der Flussläufe, wobei auch etliche Großstädte betroffen sind. | Klasse C: > 100 – 1.000 Tote Sofern angemessene Evakuierungen stattfinden, kann die Anzahl an Toten deutlich verringert werden. Mit höheren Todeszahlen ist zu rechnen, bei plötzlichen Deichbrüchen, bei versuchten Rettungsmaßnahmen oder beim Bergen von Gegenständen aus Kellern. Großflächige Ausfälle in der Infrastruktur treten auf, wie der Strom-, Gas, Wasser-, Ölversorgung, Transportsysteme, der medizinischen und Lebensmittel-Versorgung.                     | Klasse B: 1× in 1.000 bis 10.000 Jahren |
| Pandemie durch Virus Modi-SARS                          | Das Seuchengeschehen geht von einem hypothetischen neuen Virus aus und verbreitet sich von Asien weltweit. In Deutschland laufen drei Infektionswellen ab, bis nach drei Jahren der ersten Erkrankungen ein Impfstoff verfügbar ist. | Klasse E: > 10.000 Tote 78 Millionen Erkrankte und mit mindestens 7,5 Mio. Toten als direkte Folge der Infektion. Der volkswirtschaftliche Schaden wird aufgrund der hohen Opferzahlen als immens angesehen. | Klasse C: 1× in 100 bis 1.000 Jahren |
| Wintersturm                                             | Das gesamte Bundesgebiet wird in einem kurzen zeitlichen Abstand von zwei Stürmen im Orkanbereich (> 117 km/h) überzogen, mit Spitzenböen von 160 bis 170 km/h im Flachland und > 180 km/h an den Küsten. Die Sturmlage hält über drei Tage an. | Klasse D: > 1.000 – 10.000 Tote Durch Baumbrüche, umherfliegende Gegenstände, Verkehrsunfälle, Gebäudeeinstürze kommt es zu zahlreichen Toten und Verletzten. Durch großflächige und langandauernde Stromausfälle sind zeitweise mehr als 7 Mio. Personen betroffen. | Klasse C: 1× in 100 bis 1.000 Jahren |
| Sturmflut                                               | Ein zwei Tage anhaltender Wintersturm führt zu einer sehr schweren Sturmflut, die auf die gesamte deutsche Nordseeküste, die Niederlande und Dänemark trifft. Die höchsten Wasserstände treten in Hamburg, Bremerhaven und Husum auf. Die Wasserstände übersteigen die Deichhöhen zwar nicht, es kommt aber zu Wellenüberlauf, was punktuell Deichbrüche und damit Überflutungen des Hinterlandes verursacht, mit teils erheblichen Schäden. Durch den Sturm kommt es bundesweit zu langanhaltenden Stromausfällen.                                                                                                | Klasse D: > 1.000 – 10.000 Tote - Die Überflutung betrifft 150.000 Einwohner mit > 150 Toten. - Der Wintersturm trifft auf 30 Mio. Einwohner mit 110 Toten. - Die langanhaltenden Stromausfälle betreffen mehr als 6 Mio. Personen mit ca. 1.000 Toten. | Klasse A: 1× in >10.000 Jahren |
| Freisetzung radioaktiver Stoffe aus einem Kernkraftwerk | A: KKW im Süden von Niedersachsen (Ländlicher Raum, Sommer, Hochdruckwetterlage) B: KKW im Norden von Baden-Württemberg (Urbaner Raum, Winter, Hochdruckwetterlage) Der Nuklearunfall in einem Druckwasserreaktor wird durch den Bruch eines Dampferzeuger-Heizrohres ausgelöst. In der Folge kommt es zu einer Kernschmelze mit Versagen des Reaktordruckbehälters und der ungefilterten Freisetzung radioaktiver Stoffe in die Atmosphäre über 2 Tage (etwa 10 % der Radionuklide des Reaktorinventars). Evakuierung der Einwohner aus einer Fläche von 680 km²: A: 90.000 B: 390.000                            | Klasse C: > 100 – 1.000 - Akute Strahlenschäden mit Todesfolge: < 10 Tote - Langfristige Strahlenschäden (keine Aussage möglich) - Evakuierung und Verkehrsunfälle: 10 – 100 Tote - Langfristige nicht-radiologische Unfallfolgen: 100 – 1.000 Tote | Keine Einstufung Im Ereignisfall müssten gleichzeitig zahlreiche unabhängige Sicherheitsmechanismen versagen, was als äußerst unwahrscheinlich angesehen wird. Unter Bezug auf den Kernkraftwerks-Unfall in Fukushima Daiichi in Japan wird für Notfallschutzmaßnahmen der Reaktorunfall angenommen. |
| Freisetzung chemischer Stoffe                           | An vier verschiedenen Orten in unterschiedlichen Bundesländern werden zeitgleich giftige Chemikalien durch eine terroristisch motivierte Gruppe freigesetzt: - Freisetzung einer toxischen Chemikalie in einem geschlossenen Gebäude. - Freisetzung einer toxischen Chemikalie in einer Einkaufsstraße. - Freisetzung einer toxischen Chemikalie aus einer chemischen Anlage. - Explosion auf einer Großveranstaltung. | Keine Einstufung In Folge der Ereignisse sind mehr als 30.000 Personen auf intensiv-medizinische Betreuung angewiesen. Insgesamt entwickeln mehr als 7.000 Personen lebensbedrohliche Symptome | Keine Einstufung "Die Eintrittswahrscheinlichkeit eines solchen Szenarios liegt jenseits jeder Berechenbarkeit." |
| Dürre                                                   | Das analysierte Dürreszenario erstreckt sich über sechs Jahre und leitet sich aus der bisher extremsten Dürreperiode in Deutschland in den Jahren 1971 bis 1976 ab. Zur Verschärfung der Bedingungen wurde gegenüber der Referenzperiode die Niederschlagsmenge um 25 % reduziert und die mittlere Temperatur um 1 °C erhöht. Im sechsten Jahr wurde gegenüber 1976 die Tagesmitteltemperatur im Februar um 5 °C reduziert und im August um 6 °C erhöht. Aufgrund der geringen Niederschlagsmengen verringert sich die Bodenfeuchte übernormal stark und es kommt zur Ausprägung einer landwirtschaftlichen Dürre. | Klasse D: > 1.000 – 10.000 Tote Es kommt zu Ernteausfällen, Waldbränden, niedrigen Pegelständen der Flüsse und Talsperren, zu lokalen Einschränkungen in der Trinkwasserversorgung sowie zu Stromausfällen durch Abschaltungen thermischer und nuklearer Kraftwerke aufgrund niedriger Flusswasserstände. Die Hitzewelle und Kälteperiode führen zu erhöhter Mortalität / Tote in der Folge von: - Trockenheit: 0 - Hitzewelle und Kälteperiode: 8000 - Vegetationsbrände: 25 | Klasse C: 1 × in 100 bis 1.000 Jahren Die nach dem Dürreindex in Europa längste meteorologische Dürre im Zeitraum von 1950 bis 2012 trat im Jahr 2003 mit 11 Monaten auf und führte zu 7.295 Hitzetoten. Für dieses Ereignis wird eine Wiederkehrwahrscheinlichkeit von etwa 450 Jahren angesetzt.   |

## Risikobewertung
Die Risikobewertung befasst sich mit den folgenden Fragestellungen:
- in welchem Ausmaß wird ein zuvor definiertes Schutzziel im Falle des untersuchten Ereignisses erreicht,
- welches verbleibende Risiko ist akzeptabel und
- welche Maßnahmen zur Minimierung der ermittelten Schadensauswirkungen können oder müssen ergriffen werden.

In diesen Entscheidungsprozess fließen gesellschaftliche Werte und die jeweilige Risikoakzeptanz mit ein.
Ein übergeordnetes Ziel der Risikoanalyse im Bevölkerungsschutz ist die vergleichende Gegenüberstellung verschiedener Risiken durch unterschiedliche Gefahren in einer Risikomatrix als Grundlage für Planungen im Bevölkerungsschutz. In der Risikomatrix werden die unterschiedlichen Ergebnisse der Risikoanalysen visualisiert. Sie entspricht dem internationalen Standard ISO 31010, 2009 (S. 82).
Die Risikomatrix enthält für die Eintrittswahrscheinlichkeit und das Schadensausmaß jeweils eine fünfstufige Klassifizierung, die bei den erstellten Risikoanalysen zur Anwendung kommt.
| Eintrittswahrscheinlichkeit/Schadensausmaß | A: sehr unwahrscheinlich | B: unwahrscheinlich | C: bedingt wahrscheinlich | D: wahrscheinlich | E: sehr wahrscheinlich |
| ------------------------------------------ | ------------------------ | ------------------- | ------------------------- | ----------------- | ---------------------- |
| E: katastrophal                            |                          |                     | Pandemie                  |                   |                        |
| D: groß                                    | Sturmflut                |                     | Wintersturm Dürre         |                   |                        |
| C: mäßig                                   |                          | Schmelzhochwasser   |                           |                   |                        |
| B: gering                                  |                          |                     |                           |                   |                        |
| A: unbedeutend                             |                          |                     |                           |                   |                        |
|                                            |                          |                     |                           |                   |                        |
| Risiko                                     | niedrig                  | mittel              | hoch                      | sehr hoch         |                        |

Beispielhafte Klassifizierung der Eintrittswahrscheinlichkeit:
- A: sehr unwahrscheinlich = 1 × in > 10.000 Jahren
- B: unwahrscheinlich = 1 × in 1.000 bis 10.000 Jahren
- C: bedingt wahrscheinlich = 1 × in 100 bis 1.000 Jahren
- D: wahrscheinlich = 1 × in 10 bis 100 Jahren
- E: sehr wahrscheinlich = 1 × in < 10 Jahren

Bezüglich des Schadensausmaßes werden die folgende Schutzgüter, Mensch, Umwelt, Wirtschaft, Versorgung und Immateriell unterschieden und jeweils in 5 Schadenswerte unterteilt, für das Schutzgut Mensch wird angesetzt:
- A: ≤ 10 Tote
- B: > 10 – 100 Tote
- C: > 100 – 1.000 Tote
- D: > 1.000 – 10.000 Tote
- E: > 10.000 Tote.

Das Bundesamt für Bevölkerungsschutz und Katastrophenhilfe kommt im „Bericht zur Risikoanalyse im Bevölkerungsschutz 2017“ über die bisher durchgeführten Risikoanalysen zu folgender Gesamtbewertung:
- Das Ergebnis der Risikoanalyse "Pandemie durch Virus Modi-SARS" zeigt, dass bei fast allen betrachteten Schutzgütern (Mensch, Volkswirtschaft und Immateriell) die größten Schäden hervorgerufen werden.
- Das Ereignis "Wintersturm" ruft insgesamt den größten Schaden im Schutzgutbereich Umwelt hervor.
- Die analysierten Naturereignisse weisen gegenüber den Technik-bezogenen Ereignissen "Freisetzung radioaktiver Stoffe aus einem Kernkraftwerk" und "Freisetzung chemischer Stoffe" höhere Gesamtschäden aus.

## Gefahrenanalyse in der Risikoanalyse auf Bundesebene
Die Risikoanalyse auf Bundesebene soll nur solche Gefahren berücksichtigen, die eine potentielle Bundesrelevanz haben, d. h. bei deren Bewältigung der Bund in besonderer Weise im Rahmen seiner (grund-)gesetzlichen Verantwortung gefordert sein kann.
Auswahl von Gefahren und Ereignissen mit potentieller Bundesrelevanz:
- Außergewöhnliches Seuchengeschehen (z. B. Pandemie/Epidemie)
- Beeinträchtigung/Ausfall von kritischen Infrastrukturen (KRITIS)
- Dürre
- Ereignisse durch Pflanzenpathogene und Schädlinge
- Extraterrestrische Gefahren (Sonnensturm, Meteoriteneinschlag, Weltraumschrott)
- Freisetzung von biologischen Stoffen
- Freisetzung von chemischen Stoffen
- Freisetzung von radioaktiven Stoffen
- Hitzeperiode
- Hochwasser
- Kälteperiode
- Niedrigwasser
- Seismische Ereignisse (natürlich oder induziert, z. B. durch Bergbau)
- Starkniederschlag (Regen, Schnee etc.)
- Sturm
- Sturmflut
- Tierseuchen
- Wildfeuer (Waldbrand, Moorbrand, Heidebrand).

Bundesministerium des Innern, 2009: "Kritische Infrastrukturen (KRITIS) sind Organisationen und Einrichtungen mit wichtiger Bedeutung für das staatliche Gemeinwesen, bei deren Ausfall oder Beeinträchtigung nachhaltig wirkende Versorgungsengpässe, erhebliche Störungen der öffentlichen Sicherheit oder andere dramatische Folgen eintreten würden."
KRITIS-Sektoren: Energie, Informationstechnik und Telekommunikation, Transport und Verkehr, Gesundheit, Wasser, Ernährung, Finanz- und Versicherungswesen, Staat und Verwaltung, Medien und Kultur.

## Entwicklung auf europäischer Ebene
Für einen Gemeinschaftsrahmen zur Katastrophenverhütung in der EU entwickelte die EU-Kommission 2009 gemeinsam mit den Mitgliedstaaten Empfehlungen zu Methoden der Kartierung, Abschätzung und Analyse von Risiken. Hierzu zählen Leitlinien Europäische Kommission zur Risikoanalyse und Risikokartierung für das Katastrophenmanagement.
Im Mai 2017 legte die Europäische Kommission einen Bericht über die in den 28 Mitgliedstaaten und 6 Nicht-Mitgliedsstaaten durchgeführten Risikoanalysen vor (Overview of Natural and Man-made Disaster – Risks the European Union may face). Er gibt einen Überblick über die Risikolandschaft in Europa und zeigt gleichzeitig Trends zur Herangehensweise im Umgang mit Risiken in den europäischen Staaten auf.
Es wurden 11 Gefahren identifiziert, die von den 34 beteiligten Staaten am häufigsten Gegenstand ihrer jeweiligen Risikobewertungen waren (In Klammern: Anzahl der Staaten, die die entsprechende Risikoanalyse durchgeführt haben):
- Überschwemmungen (30)
- extreme Wetterlagen (26)
- Waldbrände (24)
- Erdbeben (19)
- Pandemien (23)
- epizootische Tierseuchen/Pflanzenkrankheiten (17)
- Industrieunfälle (26)
- Störungen Kritischer Infrastrukturen (24)
- nukleare bzw. radiologische Unfälle (23)
- Cyberkriminalität (14)
- Terrorismus (17).